# Букль-дю-Бауле
Букль-дю-Бауле́ («Петля Бауле», фр. Parc national de la Boucle du Baoulé) — единственный национальный парк Мали. Расположен на западе страны, примерно в 200 км северо-западнее Бамако. Название парка связано с его расположением в месте, где река Бауле, приток реки Бакой, одного из истоков Сенегала, делает петлю.
Парк окружён другими природоохранными территориями — природными резерватами Бадинко, Фина, Конгоссамбугу, Кение-Бауле. Общая площадь природоохранной зоны, доходящей до границы с Мавританией, составляет 25 000 км², собственно парка — 5330 км². На этой территории представлено несколько природных зон, включая болота, озёра, саванну, полупустыню и оазисы.
Некогда разнообразная фауна национального парка существенно пострадала от браконьерства в XX веке и сейчас находится в стадии восстановления. Из крупных млекопитающих встречается лев. Так как в представлении западных туристов национальный парк в Африке должен в первую очередь быть связан с возможностью изучить жизнь диких животных, в парке практически не развивается туризм, ранее созданная туристическая инфраструктура не используется.
В парке сохранилось также большое количество археологических памятников, восходящих к палеолиту. В этом качестве он был выдвинут кандидатом на включение в список Всемирного наследия.